# L'actriu Maria Guerrero com «La dama boba»
L'actriu Maria Guerrero com «La dama boba» és una obra de 1906 del pintor valencià Joaquim Sorolla i Bastida pintada a l'oli sobre llenç amb unes dimensions de 131 × 120,5 cm. Actualment es conserva en el Museu del Prado de Madrid.

## Història
El quadre va pertànyer als descendents de l'actriu María Guerrero fins al 27 de febrer de 1933, data en la qual Don Carlos Díaz de Mendoza, fill de l'actriu, ho va vendre al Museu d'Art Modern de Madrid per 15.000 pessetes. L'obra va romandre allí fins a la desaparició del museu l'any 1971, passant llavors a formar part de les col·leccions del Museu del Prado.
Encara que datat en 1906, en realitat Sorolla va compondre el quadre en 1897, en un format més petit, per ampliar-ho anys més tard afegint-li dues bandes horitzontals i canviant el seriós gest de l'actriu per un altre més alegre. També, en la cantonada superior esquerra del llenç, va incloure la nova data al costat de la inscripció: "Donya María de Guerrer de Mendoza, 1906".

## Descripció
En el quadre apareix l'actriu María Guerrero, amb 39 anys i al millor moment de la seva carrera, retratada com Finea, personatge principal de la comèdia de Lope de Vega, La dama babau. Sorolla, en l'angle inferior esquerre, li dedica el quadre: "A María Guerrero del seu amic [...]" 
La roba, característica de l'època, serveix a Sorolla per rendir un tribut a Velazquez especialment apreciable en l'execució del guardainfante i en l'ambient de l'escena, un interior on es pot veure, al fons, al marit de l'actriu també vestit per a la comèdia.
La diversitat de colors, carmines, blancs i roses aplicats amb una pinzellada lliure, solta i empastada confereixen a la pintura una sorprenent modernitat el que, sens dubte, la col·loca entre les obres de més qualitat de Sorolla.